# Doxospira
Doxospira là một chi ốc biển, là động vật thân mềm chân bụng sống ở biển trong họ Turridae.

## Các loài
Các loài thuộc chi Doxospira bao gồm:
- Doxospira hertleini Shasky, 1971[2]